# Gorzyce (Silésie)
Pour les articles homonymes, voir Gorzyce.
Gorzyce (prononciation : [ɡɔˈʐɨt͡sɛ]) est une localité polonaise et siège de la gmina qui porte son nom, située dans le powiat de Wodzisław en voïvodie de Silésie.
Le village se situe dans la région historique de Haute-Silésie au sud de la Pologne, à proximité immédiate de la frontière tchèque le long de la rivière Olza qui va bientôt terminer sa course en rejoignant l'Oder. L'autoroute A1 passe près du village pour se terminer au passage frontalier de Gorzyczki au sud.
Le lieu fut mentionné pour la première fois en 1226 faisant partie du duché de Ratibor. Gorzice apparait également dans une bulle pontificale du pape Grégoire IX adopté le 26 mai 1229 en faveur de l'abbaye de Tyniec près de Cracovie ; vers la fin du XIIIe siècle, le domaine était détenu par les moines bénédictins d'Orlová qui relevaient du diocèse de Wrocław. De 1743 à 1945, Groß Gorschütz fait partie de l'arrondissement de Ratibor (de) dans le district d'Oppeln au sein la province de Silésie. Un château en style néo-baroque est construit sur des plans de l'architecte Paul Schultze-Naumburg en 1912.
Le comte Georg von Arco (1869-1940), physicien et pacifiste, et né au manoir de Gorzyce.